# Szüllő Géza
Borsai Szüllő Géza Zsigmond Lajos (Budapest, 1873. február 5. – Kisfalud, 1957. július 28.) nagybirtokos, politikus, az MTA levelező tagja (1937–1945).

## Élete

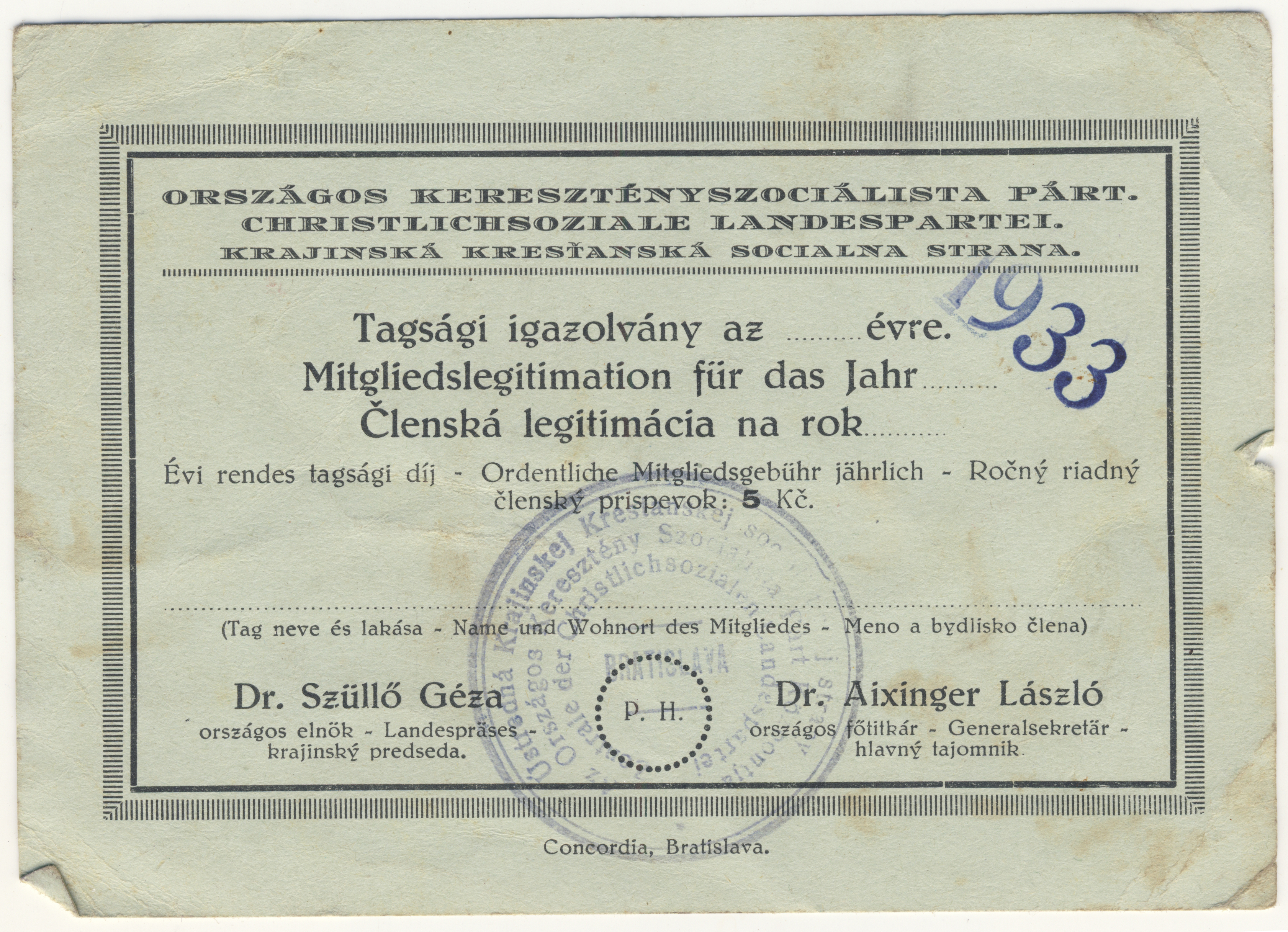
OKSZP tagsági 1933-ból

Szülei Szüllő Géza (1832-1896), 48-as honvéd huszárhadnagy, tanfelügyelő, a 19. század 60-as és 70-es éveiben a bazini kerület Deák-párti képviselője, és Olgyay Berta (1843-1899) voltak. Testvére Szüllő Árpád (1862-1937) kormányfőtanácsos, a Ganz-Danubius gép- és hajógyár igazgatója.
Középiskolai tanulmányait a budapesti piarista gimnáziumban végezte, majd jogi tanulmányainak befejezése után doktorált, ügyvédi diplomát szerzett és politikai pályára lépett. 1901-ben a letenyei kerületben néppárti programmal győzött. 1905-ben pártonkívüli, 1910-ben Nemzeti Munkapárti programmal képviselő. 1918-ban, a forradalom kitörésekor visszavonult bacsfai birtokára.
Az 1920-as évek elején megalapította a Magyar Keresztényszocialista Pártot, majd mint a párt elnökét (1925-1932) beválasztották a prágai parlamentbe. 1936-ban az Egyesült Magyar Párt létrejötte után is megtartotta vezető szerepét. Mindvégig Budapest-centrikus nemzeti álláspontot képviselt. A Hlinka-féle Néppárttal való szövetségre és autonómiára is törekedett. A bécsi döntés után 1938-tól a magyar felsőház örökös tagja és magyar királyi titkos tanácsos lett, valamint több pénzügyi intézet és ipari vállalat igazgatósági tagja volt. 1939. márciusában bejelentette politikai visszavonulását.
A világháborút követően a közélettől visszavonulva Kisfalud községben élt.
Mint a Csehszlovákiai Magyar Népszövetségi Liga vezető személyisége és a Népszövetségi Ligák alelnöke éveken keresztül külföldön képviselte a szlovákiai magyarság érdekeit, s a szlovákiai magyarok külügyminiszterének is nevezték.

## Elismerései
- Bronz vitézségi érem

## Művei
- 1931 Die Nationalitän in den staten Europas. Wien. (tsz. Ewald Ammende)
- 1943 A Tisztelt Ház humora – Kivonat a Parlamenti Naplókból.

## Emlékezete
2001-ben Révkomáromban megalakult a Szüllő Géza Polgári Társulás.
A Magyar Kereszténydemokrata Szövetség (MKDSZ) Szüllő Géza-díjat alapított.